# Nellyville
| Críticas profissionais | Críticas profissionais |
| Pontuações agregadas   | Pontuações agregadas   |
| Fonte                  | Avaliação              |
| ---------------------- | ---------------------- |
| Metacritic             | 70/100                 |
| Avaliações da crítica  |                        |
| Fonte                  | Avaliação              |
| Allmusic               | [ 2 ]                  |
| Entertainment Weekly   | (B+)                   |
| NME                    | [ 4 ]                  |
| Q Magazine             | [ 1 ]                  |
| RapReviews             | [ 5 ]                  |
| Robert Christgau       | [ 6 ]                  |
| Rolling Stone          | [ 7 ]                  |

Nellyville é o segundo álbum de estúdio de Nelly. Foi lançado em 25 de Junho de 2002.

## Performance comercial
O álbum estreou em número um na parada americana Billboard 200, com 714,000 cópias vendidas na sua primeira semana de vendas, e permaneceu no topo por quatro semanas. Também foi nomeado para "Álbum do Ano" nos Grammys de 2003. O álbum foi certificado 6x platina pela Recording Industry Association of America (RIAA) em 9 de Junho de 2003 com vendas de 6,900,000 cópias nos EUA, e 4x platina pela Music Canada (400,000 cópias) em Dezembro de 2002 no Canadá. Nellyville já foi certificado pelo menos como ouro ou platina em mais de trinta países.Apesar do álbum chegar no topo das paradas de sucesso,não teve o mesmo sucesso do seu álbum anterior,o álbum Country Grammar que vendeu quase 10 milhões de cópias só no Estados Unidos.

## Faixas
| N.º | Título                                                                      | Compositor(es)                                                             | Produtor(es)           | Duração |  |
| 1.  | "Nellyville"                                                                | Waiel Yaghnam, Steve Eigner, TJ Oster                                      | Waiel "Wally" Yaghnam  | 4:15    |  |
| 2.  | "Gettin' It Started" (skit) (featuring Cedric the Entertainer & La La)      |                                                                            |                        | 1:51    |  |
| 3.  | "Hot in Herre"                                                              | Charles Brown, Chad Hugo, Pharrell Williams, Dani Stevenson                | The Neptunes           | 3:48    |  |
| 4.  | "Dem Boyz" (featuring St. Lunatics)                                         | Ali Jones, Jason Epperson, Robert Cleveland, Torhi Harper                  | Jason "Jay E" Epperson | 4:34    |  |
| 5.  | "Oh Nelly" (featuring Murphy Lee)                                           | Epperson, Harper                                                           | Jason "Jay E" Epperson | 4:03    |  |
| 6.  | "Pimp Juice"                                                                | Epperson, Bettye Crutcher, Carl Smith, Eigner, Luis Conte                  | Jason "Jay E" Epperson | 4:52    |  |
| 7.  | "Air Force Ones" (featuring St. Lunatics)                                   | Jones, Harper, Cleveland, Mark Williams, Joe Kent                          | Trackboyz              | 5:04    |  |
| 8.  | "In the Store" (skit) (featuring Cedric the Entertainer & La La)            |                                                                            |                        | 1:40    |  |
| 9.  | "On the Grind" (featuring King Jacob)                                       | Epperson, Jacob Thomas, Eigner                                             | Jason "Jay E" Epperson | 4:46    |  |
| 10. | "Dilemma" (featuring Kelly Rowland)                                         | Walter Sigler, Kenny Gamble, Ryan Bowser, Kelandria Rowland, Antoine Macon | Bam, Ryan Bowser       | 4:49    |  |
| 11. | "Splurge"                                                                   | Epperson                                                                   | Jason "Jay E" Epperson | 5:09    |  |
| 12. | "Work It" (featuring Justin Timberlake)                                     | Epperson, Justin Timberlake                                                | Jason "Jay E" Epperson | 4:23    |  |
| 13. | "Roc the Mic" (Remix) (Beanie Sigel & Freeway featuring Nelly & Murphy Lee) | Dwight Grant, Harper, Leslie Pridgen, Justin Smith                         | Just Blaze             | 4:18    |  |
| 14. | "The Gank"                                                                  | Yaghnam, Eigner, Oster                                                     | Waiel "Wally" Yaghnam  | 4:49    |  |
| 15. | "5000" (skit)                                                               |                                                                            |                        | 2:11    |  |
| 16. | "#1"                                                                        | Yaghnam, Oster                                                             | Waiel "Wally" Yaghnam  | 3:19    |  |
| 17. | "CG 2" (featuring St. Lunatics)                                             | Jones, Epperson, Cleveland, Harper                                         | Jason "Jay E" Epperson | 4:32    |  |
| 18. | "Say Now"                                                                   | Epperson, Eigner, Conte                                                    | Jason "Jay E" Epperson | 5:42    |  |
| 19. | "F*ck It Then" (skit) (featuring Cedric the Entertainer & La La)            |                                                                            |                        | 1:39    |  |

| Lista de faixas |                                       |              |         |  |
| N.º             | Título                                | Produtor(es) | Duração |  |
| 20.             | "Stick out Ya Wrist" (featuring Toya) |              | 3:50    |  |